# Pietro Ferrero (chef d'entreprise, 1898-1949)
Pour les articles homonymes, voir Pietro Ferrero.
Pietro Ferrero, né le 2 septembre 1898 à Farigliano et mort à Alba le 2 mars 1949, est un chef d'entreprise italien, fondateur de Ferrero, une société italienne de confiserie et de chocolaterie.

## Biographie
Pietro Ferrero est né en 1898, il est l'inventeur de la Supercrema, l'ancêtre du Nutella ; à la suite de la Seconde Guerre mondiale, il manquait alors de fèves de cacao et compléta son chocolat avec des noisettes très abondantes autour de la ville. Le but était de créer une pâte dure que l'on pouvait découper au couteau, et il la vendit dans des pots en verre.